# Крістіано да Сілва Лейте
Крістіано да Сілва Лейте (порт. Cristiano da Silva Leite, нар. 29 серпня 1993, Нітерой) — бразильський футболіст, фланговий захисник та півзахисник бразильського клубу «Флуміненсе».

## Ігрова кар'єра
У дорослому футболі дебютував 2014 року виступами за команду «Академіка Віторія», в якій того року взяв участь у 23 матчах у чемпіонаті Пернамбукано та забив один гол. Згодом грав на правах оренди у складі нижчолігових бразильських клубів «Мурісі», КРБ, «Бонсусессо» та «Крісіума».
У січні 2016 року Крістіано відправився в чергову оренду, цього разу в клуб «Волта-Редонда», у складі якого провів наступний рік своєї кар'єри гравця, після чого уклав контракт з клубом повноцінний контракт.
В липні 2017 року Крістіано був відданий в оренду в молдавський «Шериф», за який до кінця року зіграв в 29 офіційних матчах, забивши 1 м'яч і став чемпіоном країни, а у січні 2018 року підписав з тираспольцями угоду на постійній основі. 14 листопада 2019 року Крістіано продовжив контракт з клубом, який мав закінчитися наприкінці сезону 2020 року. Загалом з командою бразилець став чотириразовим чемпіоном Молдови, а також володарем Кубка Молдови. Станом на 4 вересня 2021 року відіграв за тираспольський клуб 94 матчі в національному чемпіонаті.

## Титули і досягнення
- Чемпіон Молдови (4):

«Шериф»: 2017, 2018, 2019, 2020/21
- Володар Кубка Молдови (1):

«Шериф»: 2018/19